# Mouvement jamote qaumi
Le Mouvement jamote qaumi, littéralement le Mouvement national des Jamotes, est un parti politique pakistanais fondé au Baloutchistan en 1996 pour défendre les droits des Jamotes.